# Bachman & Turner (album)
Bachman & Turner is het debuutalbum van Bachman & Turner.
Randy Bachman vertrok uit Bachman-Turner Overdrive, terwijl Fred Turner nog een tijdje lid bleef. Van Bachman verscheen een aantal soloalbums. Bij de voorbereiding van een nieuw soloalbum in 2009 nam hij contact op met zijn oude maatje Fred Turner. Hij zond hem de demo van Rock and roll is the only way out. Turner was direct enthousiast om verder mee te werken aan een nieuw album. Een struikelblok was daarbij de naam van de band, want de andere twee ex-leden van Bachman-Turner Overdrive zag een aantal varianten niet zitten. Bachman & Turner bleef over.
Het album werd grotendeels opgenomen op Saltspring Island in British Columbia, Canada. De muziek grijpt daarbij meer terug op de eerste twee albums van BTO, dan op de succesalbums. 

## Musici
De twee werden bijgestaan door de leden van de band, die de solo-escapades van Randy Bachman begeleidden:
- Randy Bachman – zang, gitaar
- Fred Turner – zang, basgitaar
- Mick Dalla Vee – achtergrondzang, gitaar
- Brent Knudson - achtergrondzang, gitaar
- Marc LaFrance - achtergrondzang, slagwerk
- Denise McCann Bachman – achtergrondzang
- Todd Sorensen - slagwerk

## Muziek
| Nr. | Titel                                       | Duur |
| --- | ------------------------------------------- | ---- |
| 1.  | Rollin’ along (Turner)                      | 3:39 |
| 2.  | That’s what it is (Bachman)                 | 3:32 |
| 3.  | Moonlight rider (Turner)                    | 4:21 |
| 4.  | Find some love (Bachman, Turner)            | 4:39 |
| 5.  | Slave to the rhythm (Bachman)               | 5:00 |
| 6.  | Waiting game (Bachman)                      | 5:20 |
| 7.  | I’ve seen the light (Turner)                | 5:02 |
| 8.  | Can’t get back to Memphis (Bachman)         | 4:39 |
| 9.  | Rock and roll is the only way out (Bachman) | 3:52 |
| 10. | Neutral zone (Turner)                       | 3:18 |
| 11. | Traffic jam (Bachman)                       | 7:53 |
| 12. | Repo man (Bachman, Michael Saxell)          | 4:18 |